# سالم سعد
سالم سعد (انگلیسی: Salem Saad; ۱ سپتامبر ۱۹۷۸ – ۱۸ نوامبر ۲۰۰۹) یک بازیکن فوتبال اهل امارات متحده عربی بود.
از باشگاه‌هایی که در آن بازی کرده‌است می‌توان به الشباب امارات، تیم ملی فوتبال امارات متحده عربی، و النصر اشاره کرد.
وی همچنین در تیم ملی فوتبال امارات متحده عربی بازی کرده است.